# Karl Flöttl
Karl Flöttl (* 12. Mai 1902 in Wien; † 27. Juni 1977 ebenda) war ein österreichischer Politiker (SPÖ). Flöttl war von 1949 bis 1959 Mitglied des Bundesrates und von 1959 bis 1966 Abgeordneter zum Nationalrat.

## Ausbildung und Beruf
Flöttl besuchte nach der Volksschule eine Bürgerschule und absolvierte im Anschluss die Fortbildungsschule für Maler, Anstreicher und Lackierer, wobei er den Beruf des Auto- und Möbellackierers erlernte. Er arbeitete ab 1928 als praktischer Fachlehrer in der Wiener Fortbildungsschule und wurde Jugendsekretär und Redakteur des „Jungen Bauarbeiter“ in der Baugewerkschaft. 1934 wurde er im Zuge des Österreichischen Bürgerkrieges 1934 in einem Polizeigefängnis inhaftiert und danach im Anhaltelager Wöllersdorf interniert, nach der Machtübernahme der Nationalsozialisten wurde Flöttl 1939 ins KZ Buchenwald verschleppt. Nach dem Ende des Zweiten Weltkrieges arbeitete Flöttl ab 1945 als Sekretär des Österreichischen Gewerkschaftsbundes (ÖGB) und stieg 1946 zum Landessekretär des Österreichischen Gewerkschaftsbundes für Niederösterreich auf.

## Politik
Flöttl war Vorsitzender des ÖGB der Landesexekutive Niederösterreich und Geschäftsführender Vorsitzender der Gewerkschaft der Bau- und Holzarbeiter. Er wirkte als Vorstandsmitglied der Arbeiterkammer Niederösterreich und war Mitglied des Landesparteivorstandes der SPÖ Niederösterreich sowie Mitglied der Bundesparteivertretung der SPÖ. Er vertrat die SPÖ vom 5. November 1949 bis zum 9. Juni 1959 im Bundesrat, dem er zwischen dem 17. April 1953 und dem 9. Juni 1959 auch als Stellvertretender Vorsitzender vorstand. Danach war er vom 9. Juni 1959 bis zum 30. März 1966 Abgeordneter zum Nationalrat.

## Auszeichnungen
- 1958: Großes Silbernes Ehrenzeichen für Verdienste um die Republik Österreich[1]
- 1977: Ehrenzeichen für Verdienste um die Befreiung Österreichs[2]